# Kokošovská dubina
Kokošovská dubina je národní přírodní rezervace v oblasti Prešov.
Nachází se v katastrálním území obce Kokošovce v okrese Prešov v Prešovském kraji. Území bylo vyhlášeno v roce 1965 na rozloze 20,0 ha. Rozloha ochranného pásma byla stanovena na 23,63 ha.